# 회복적 정의
회복적 정의는 다음의 것들에 목적을 두는, 정의에의 접근법인데 가해자들이 그들의 행동에 대한 책임을 지도록 하는 것, 그들이 발생시킨 피해를 이해하는 것, 그들 스스로 복구시킬 기회를 그들에게 주는 것, 그리고 그들이 더 많은 피해를 유발하지 못 하도록 하는 것이다. 피해자들에 대해서, 그것의 목적은 과정에서의 능동적 역할을 그들에게 주는 것 그리고 불안과 무기력함이라는 감정을 감소시키는 것이다. 
회복적 정의는 전통적인 사법의 방식에의 대안적 이론에 토대하는데 그것은 자주 보복에 중점을 둔다. 회복적 정의 사업은 또한 전통적 방식을 보완할 수 있고, 회복적 정의의 일부의 사례가 처벌로 작용한다는 것이 주장되어왔는데 처벌이 무엇인가에 대한 일부 견해의 관점에서 말이다. 
회복적 정의에 대한 학계의 평가는 긍정적이다. 대부분의 연구는 그것이 가해자가 재범을 할 가능성을 낮추는 것으로 나타난다. 2007년 연구는 또한 그것이 높은 피해자 만족감과 가해자 책임감이라는 결과를 가진다는 것을 밝혀냈는데 전통적인 방식의 사법 집행보다 말이다. 그것의 활용은 1990년대 이후로 전세계적인 증가를 보여왔다. 회복적 정의는 회복적 실천에 대한 더 많은 연구 그것에서 영감을 받았고 그것의 일부이다. 
회복적 정의 사업에서, 범죄에의 하나의 대응은, 피해자와 가해자 간의 만남을 조율하는 것이다. 이것은 때로 더 넓은 공동체의 대표자들과 함께 이루어진다. 목적은 그들이 다음의 것들을 하는 것인데 일어난 일에 대한 그들의 감정을 공유하는 것, 누가 범죄에 의해 피해를 입었는지와 그 방식을 논의하는 것, 그리고 범죄로 인한 피해를 치유하기 위해 가해자가 할 수 있는 것에 대한 합의를 하는 것이다. 이것은 가해자로부터 피해자에게 주어지는 금전적 보상을, 사과와 다른 복구 조치를, 그리고 다른 행동을 포함할 수도 있는데 영향을 받은 사람들에게 보상을 하기 위해서 그리고 미래의 피해를 가해자가 저지르는 것을 막기 위해서 말이다.

## 정의
존 브레이스웨잇에 따르면, 회복적 정의는 다음과 같다: 
… 부정의에 의해 영향을 받은 모든 관계자들이 기회를 가지는 절차인데 그들이 부정의에 의해 영향을 받아온 방식을 논의하는 기회 그리고 피해를 치유하기 위해서 무엇이 이루어져야 하는지 결정하기 위한 기회 말이다. 범죄에 관해서, 회복적 정의는 생각에 관한 것인데 왜냐하면 범죄는 상처를 주기 때문에, 정의는 치유해야 한다는 생각 말이다. 상처를 받은 사람들과의 그리고 상처를 준 사람들과의 대화가 절차의 중심이 되어야 한다는 생각이 뒤따른다.  
비록 법 전문가들이 회복적 정의 절차를 촉진하는데 있어서 부차적 역할을 가질 수도 있지만, 범죄에 의해 발생된 아픔을 치유하는데 있어서 주된 책임을 져야 하는 사람들은 시민들이다. 회복적 정의 절차는 그러므로 범죄를 해결하는 것에 있어서 책임을 지는 주체를 바꾼다. 
2014년에, 서퍽 대학의 캐롤린 보이스 왓슨은 다음과 같이 회복적 정의를 정의했다: 
… 피해에의, 문제 해결에의 그리고 법적이고 인간적인 권리의 침해에의 평화적 접근을 제도화하는, 활성화되고 있는 사회 운동이다. 이것들은 범위를 가지는데 ‘남아프리카 진실’과 ‘화해 위원회’와 같은 국제적 평화 옹호 단체부터 형사 및 청소년 사법 체계, 학교, 사회 서비스 그리고 공동체 내의 개선까지 말이다. 법, 전문가 그리고 정부에 특권을 주는 대신에, 회복적 해결은 피해자들, 가해자들 그리고 그들의 관련된 공동체를 참여시키는데 치유, 화해 그리고 관계의 개선을 촉발하는 해결책의 모색 과정에서 말이다. 회복적 정의는 상호 책임감을 다시 환기시키기 위해서 동료의식을 형성하려고 시도하는데 우리의 공동체 안에서 문제 행동에 대한 건설적인 대처를 위해서 말이다. 회복적 접근은 피해자, 가해자 그리고 공동체의 욕구에의 균형잡힌 접근을 시도하는데 모두의 안전과 존엄을 지키는 절차를 통해서 말이다. 

### 다른 접근법과의 차이
하워드 제어에 따르면, 회복적 정의는 전통적인 형사 사법과는 다른데 그것이 하는 안내성 질문의 관점에서 말이다. 
회복적 정의에서, 질문들은 다음과 같다:
ㅡ누가 상처를 받았나?
ㅡ그들의 욕구들은 무엇인가?
ㅡ이것들은 누구의 책임인가?
ㅡ원인이 무엇인가?
ㅡ그 상황에서 누가 한 몫 하고 있나?
ㅡ관련자들을 참여시킬 적절한 절차는 무엇인가, 원인을 해결하고 일들을 바로잡는 활동으로서?

대조적으로, 전통적인 형사 사법은 질문한다
:
ㅡ무슨 법이 위반되었나?
ㅡ누가 그것을 했나?
ㅡ가해자가 무슨 처벌을 받아야 하나? 
다른 사람들은, 하지만, 주장해왔는데 회복적 정의와 전통적 형사 사법 간에 많은 유사점이 있다고 그리고 회복적 정의의 일부 사례는 무엇이 처벌인가라는 일부 견해의 관점으로부터 처벌을 포함한다고 말이다. 
회복적 정의는 또한 원고 피고 소송 절차와는 혹은 민사 소송과는 다르다. 
브레이스웨잇이 글로 쓰듯이, 
“법원이 주재하는 에이디알(대안적 대화 해결)과 회복적 정의는 철학적으로 차이가 더 벌어질 수 없다.” 전자가 오직 법적으로 관련 사안들만 해결하려고 그리고 양측의 권리를 보호하려고 시도하는 반면에, 회복적 정의는 중점을 두는데 “법적으로 관련이 있는 사람들을 넘어서, 특히 기저의 관계 속으로 사안들을 확장하는 것”에 말이다. 

## 역사

### 용어의 역사
“회복적 정의”라는 문구는 문헌에 나타나왔는데 19세기의 전반부 이후로 말이다. 최근의 용어 사용은 앨버트 에글레시에 의해 소개되었는데, 그 사람은 1977년에 세 가지 다양한 정의에의 접근법을 설명했다: 
처벌에 토대한, “보복적 정의”; 
가해자에 대한 요법적 치료와 관련한, “분배적 정의”; 
피해자와 가해자로부터의 의견에 의한 보상에 토대한, “회복적 정의”.

### 원주민 집단에서의 전례
하워드 제어에 따르면, “두 집단의 사람들이 그 분야의 실천에 매우 특정하고 심오한 기여를 해왔는데 – 캐나다와 미국의 ‘제1민족’, 그리고 뉴질랜드의 마오리족… 많은 방식으로, 회복적 정의는 가치와 실천의 견고화를 나타내는데 많은 원주민 집단의 특징인 가치와 실천인데,” 그 집단의 전통이 “서구 식민 세력에 의해 자주 무시당하고 억압당”했다. 예를 들면, 뉴질랜드에서, 유럽의 영향 이전에, 마오리족은 우투라고 불리는 잘 구성된 체계를 가지고 있었는데 개인, 사회적 안정, 그리고 집단의 통합을 보호하는 체계 말이다. 회복적 정의(때로 이 상황에서 ‘서클 정의’로 알려진)는 오늘날 계속해서 토착적 정의 체계의 특징이다.

### 이론의 발전
1990년에 처음 발행된, 하워드 제어의 책 ‘렌즈를 바꾸기–범죄와 정의에 대한 새로운 초점’이, “획기적인” 것으로, 또한 회복적 정의라는 이론을 설명하는 첫번째 것으로 여겨진다. 이 책의 제목은 제공하는 것에 대해 언급하는데 범죄와 정의 – 그것에 대해 생각하는 것을 위한 대안적 틀을 제공 – 혹은 그것을 보기 위한 새로운 렌즈를 제공하는 것 말이다. '렌즈를 바꾸는 것'은 포개었는데 
범죄가 정부에 대한 공격으로 인식되는, "보복적 정의" 틀을, 범죄가 사람들과 관계에 대한 위반으로 인식되는, 회복적 정의 틀로 말이다. 책은 피해자–가해자 중재에서 1970년대와 1980년대의 활동의 긍정적 결과에 대한 언급을 했는데, 그 중재는 하워드 제어, 론 클라센 그리고 마크 움브라이트에 의해 미국에서 개척되었다. 
1990년대 후반에 이르러, "회복적 정의"라는 표현은 유명해졌는데, 2006년에 광범위한 사용으로 발전하면서 말이다. 회복적 정의 운동은 사회의 많은 분야들에서 인기를 끌어왔는데, "경찰, 판사, 교사, 정치인, 청소년 사법 기관, 피해자 지원 단체, 지역사회 원로, 그리고 엄마와 아빠"를 포함해서 말이다.  
"회복적 정의는 빠르게 성장하는 지역적, 국가적, 그리고 국제적 사회 운동인데 범죄에 의한 피해를 해결하도록 사람들을 모으려고 시도하는 운동이다"라고, 마크 움브라이트와 마릴린 피터슨 아머는 썼다. "회복적 정의는 폭력, 공동체 쇠퇴, 그리고 불안에 의한 대처를 깨진 관계의 척도로 본다. 그것은 이른바 회복적 해결책의 사용이라는, 다른 대처를 제안하는데 갈등, 범죄, 그리고 피해자화와 관련된 피해를 치유하는 해결책 말이다. 

### 실천의 발달
북미에서, 회복적 정의의 성장은 촉발되어왔는데 피해자가해자중재연대와 같은, 정의에의 이런 접근법에 헌신했던 비정부기구들에 의해서, 또한 다음의 단체들 같은, 연구소들의 설립에 의해서인데 그것은 버지니아의 메노나이트 동부 대학의 정의와평화세우기센터, 미네소타 대학의 회복적정의와평화세우기센터, 플로리다 아틀란틱 대학의 공동체정의기구, 캘리포니아의 프레즈노 평화 대학의 평화세우기와분쟁연구소, 샌디에고 대학의 회복적정의센터, 캐나다, 브리티시 컬럼비아의 사이먼 프레이저 대학의 회복적 정의센터이다. 메노나이트들의 그리고 그들 교회 공동체 사회활동 분과인, 메노나이트 중앙 위원회의 구성원들이 초기 지지자들 중에 있었다. "회복적 정의를 지지하고 지원하는 반율법주의 단체들, 메노나이트(또한 아미쉬와 퀘이커 집단)와 같은 그들은, 내용을 갖춘 평화주의에 동조하고 또한 회복적 정의가 처벌적인 청소년 및 성인 형사 사법 체계보다 훨씬 더 인간적이라고 믿는 경향이 있다." 
회복적 정의의 성장은 유럽 대륙, 특히 독일어를 하는 국가들, 오스트리아, 독일 그리고 스위스에서의 그것은, 앵글로 색슨의 경우와는 다소 다르다. 예를 들어, 피해자-가해자 중재는 단지 회복적 정의의 하나의 형태지만, 현대 유럽의 상황에서 그것은 가장 중요한 것이다. 회복적 정의는 단지 이론이 아니라, 실행에 중심을 둔 태도인데 범죄 관련한 갈등(이것만은 아니다)에 대해 처리함에 있어서 말이다. 회복적 정의는 회복적 실행 쪽으로 진행될 수도 있다. 
2018년 10월에, 유럽평의회 장관위원회는 “형사 사법 체계를 무시하지 않고 회복적 정의를 사용하는 것의 잠재적 이익”을 인정하는, 구성원 국가들에의 제안을 채택했고 “회복적 정의를 발달시키고 사용하”도록 구성원 국가들에게 권유했다. 
국제적으로, 1979년에 찰스 콜슨에 의해 만들어진 국제교도소교류사업에 125개의 국가들이 집단적으로 함께하려고 시도했는데, 그 사업은 미국을 넘어서 지금과 이전의 재소자들과 그들의 가족 구성원들을 돕는데 중점을 둔다. 정의와화해센터는 정보 분배와 교육을 위해 시작되었는데 국제교도소교류사업에 의한 1996년의 정의와 화해와 관련해서 말이다. 

## 적용

### 체제 전체의 폭력 속에서
남아프리카진실및화해위원회는 회복적 정의가 사용될 수 있는 방식을 보여주는데 큰 규모의 집단이나 사회에 영향을 미치는 체재 전체의 폭력을 해결하기 위해서 말이다. 

### 범죄 사건에서
범죄 사건에서, 피해자들은 그들의 삶에의 범죄의 영향에 대해 진술할 수 있고, 그 사건에 대한 질문에 답변을 받을 수 있고, 가해자에게 책임을 부과하는데 참여할 수 있다. 한편, 가해자들은 범죄가 일어난 이유와 그것이 그들의 삶에 영향을 끼친 방식에 대한 그들의 이야기를 할 수 있다. 그들은 피해자에게 직접적으로 보상할 기회를 가지는데 – 가능한 정도로 말이다. 범죄 사건에서, 이것은 다음의 것들을 포함할 수 있는데 그것은 돈, 일반적인 그리고/혹은 범죄에 관련된 공동체 서비스,재범을 방지하는 교육, 그리고/혹은 반성의 표현이다. 
법정 절차는 재판 전 변경을 채택할 수도 있는데, 보상 후에 처벌에서 벗어나면서 말이다. 심각한 경우에, 판결이 다른 보상 전에 내려질 수도 있다. 
공동체에서, 관련된 사람들이 양측과 만날 수 있는데 감정 상태와 범죄의 영향을 알아보기 위해서 말이다.가해자들은 피해자들의 감정 상태에 대해 듣는데, 가능하다면 그들이 그 감정에 공감할 수 있을 때까지 말이다. 다음에 그들은 그들 자신의 경험에 대해 말하는데: 어떻게 그들이 범죄를 저지르기로 결심했는지 말이다. 계획이 만들어지는데 차후 발생 예방을 위해서, 그리고 가해자가 피해자측의 피해를 해결하기 위해서 말이다. 공동체 구성원은 가해자에게 계획에의 참여에 대한 책임을 묻는다. 
회복적 정의는 전형적으로 가해자와 피해자 간의 만남을 수반하는 반면에, 캐나다메노나이트중앙위원회 같은, 일부 단체는 그것의 참여자보다 사업의 가치를 강조한다. 이것은 오직 피해자만 (혹은 그 사건의 가해지만) 참여하는 사업을 포함할 수 있지만, 그것은 회복적 틀을 가지고 있다. 지역주민 집단은 더 많은 공동체 지원을 만드는 시도를 하기 위해 회복적 정의 절차를 활용하고 있는데 피해자와 가해자, 특히 청소년들을 위해서 말이다. 예를 들어, 다양한 사업들이 진행 중인데 캐나다의 모호크 보호구역, 가나와게에서 미국의 오글라라 라코타 부족의 파인 리지 인디언 보호구역에서 말이다. 

### 교도소에서
민사 혹은 형사 소송에의 대안으로 역할을 하는 것 외에, 회복적 정의는 또한 가해자에게 적용 가능하다고 여겨지는데 현재 수감 중인 가해자 말이다. 교도소에서의 회복적 정의의 목적은 지원하는 것인데 재소자의 재활, 그리고 사회로의 완전한 재통합에 대해 말이다. 범죄로 인한, 가해자와 피해자 간의, 그리고 가해자와 공동체 간의 관계에의 상처를 치유함으로써, 회복적 정의는 범죄에 원인을 제공한 상황을 이해하고 해결하려고 한다. 이것은 재범(즉, 가해자가 바람직하지 않은 행동을 반복하는 것)을 방지하는 것으로 여겨지는데 가해자가 석방되면 말이다.  
하와이의 회복적 복귀 계획 서클 절차에 대한 연구는 나타냈는데 자주 극복하기 어려운 자기 선택 편향에 대해 통제하는 감소된 재범률을 나타냈는데 회복적 실천 연구에서 말이다. 복귀 계획 서클 절차는 또한 아이들, 그들의 수감된 부모가 서클을 가진, 아이들을 돕는 것으로 드러났는데, 그들이 교도소에 부모를 잃는 것으로 겪은 정신적 상처를 치유하도록 말이다.  
회복적 정의가 재범률을 줄이는 잠재력은 교도소에서의 그것의 활용에 대한 가장 강하고 가장 믿을만한 요소 중 하나이다. 하지만, 이론적이고 실천적인 한계 모두가 있는데, 그것은 교도소 환경에서 회복적 정의를 불가능하게 만들 수 있다. 이것들은 포함한다: 가해자와 피해자를 중재에 참여하도록 하는 것의 어려움; 가족, 친구, 그리고 공동체의 논란적인 영향; 수형자들 사이의 정신적 질병의 만연. 

### 사회 사업에서
사회 사업의 경우에, 보육원 아이들 갈은 가난한 피해자들은 기회를 얻는데 그들의 장래 희망을 이야기할 그리고 정부 수용 기관에서 벗어나는 구체적 계획을 세울 기회인데 그들의 지지자들과의 집단 활동에서 말이다. 사회 정의의 경우에, 회복적 정의는 문제 해결을 위해 사용된다. 

### 학교에서
회복적 정의는 일부 학교들에서 실행되어왔다. 그것은 형사 사법 체계에 의해 사용되는 비슷한 사업 형태를 사용한다. 회복적 실천은 “또한 예방적 조치를 포함할 수 있는데 학생 뿐만 아니라 성인의 기술과 역량을 기르기 위해 설계된 조치 말이다.”
회복적 실천에서의 예방적 조치의 일부 경우들은 교사와 학생을 포함시킬 수도 있는데 학급 규칙을 같이 만들면서 혹은 학급에서 공동체 만들기를 구성하면서 말이다. 회복적 정의는 또한 욕구와 의무로서의 정의에 중점을 두고, 가해자, 피해자 그리고 학교 사이의 대화로서 정의를 확장하고, 행동의 영향을 이해하는 것으로서 그리고 피해를 치유하는 것으로서 책임을 인식한다. 이런 접근으로, 교사, 학생 그리고 공동체는 모든 참여자의 욕구를 충족하는 합의에 이를 수 있다. 통합성이 강조되는데 왜냐하면 피해를 치유하는 그리고 공동체로 가해자를 복귀시킬 방법을 찾는 행동 계획을 집단이 만들어야 하기 때문이다. 
중점이 피해자를 주체로 만드는데 두어지지만, 회복적 정의 사업의 추가적 장점은 정부에 보고되는 더 적은 처벌 사건수로 이어지는 완충과 해소 같은 처벌 행위의 감소이고, 더 효과적인 개선적 그리고/혹은 화해적 행동인데 사과 편지를 쓰는 것, 공동체 서비스를 수행하는 것 혹은 – 예를 들면, 괴롭힘의 경우에 – 괴롭힘의 부정적 효과에 대한 연구 보고서를 쓰는 것과 같은 형태를 취하는 행동 말이다. 이런 접근은 공감을 발달시키고 기르는데, 왜냐하면 참여하는 양측이 모든 참여자들의 욕구를 이해하게 되어야 하기 때문인데 갈등이 완전히 해소되기 위해서 말이다. 가해자측과 잘못된 일을 당한/피해를 입은 측 모두가 그들의 교훈을 얻는 것에의 그들의 장애물에 집중하고 해결하기 시작할 수 있는데 회복적 정의 파트너의 도움으로 말이다. 슬픔에 기인한 문제 행동은, 예를 들어, 회복적 정의 사업 내에서 인식되고 발견될 수도 있는데; 결과적으로, 그 당사자측은 슬픔 상담을 받기 위해서 상담사에게 자문을 받을 지도 모른다. 이론상으로, 이것은 더 이상의 피해를 주는 가해자의 가능성을 감소시킬 것이다. 일부 연구는 주장하는데 슬퍼하는 사람에게 처벌적 조치를 취하는 것은 더 문제적인 행동으로 이어지는, 더 많은 압박을 유발할 것이라고 말이다. 학생 훈육에 일차적으로 회복적 정의로 접근함으로써, 갈등은 다음의 것들로 해결될 수도 있는데 그것은 감소된 학생 결석률을 위한 방안으로 – 학교 지구의 지원금 지급 요건을 충족하는 것, 가해자측을 감화시키는 것, 그리고 정의를 회복하기 위해서 잘못을 저지른 당사자측을 주체로 만드는 것이다. 단결력과 공감력이 학생들을 회복적 정의 서클에 참여시킴으로써 더 길러지는데 중재자와 배심원 같은 역할을 하면서 말이다.

## 방법
회복적 정의는 가해자와 피해자 간의 만남의 형태를 필요로 한다. 2013 코크란 평론은 가해자가 피해자를 직접 만날 필요성을 강조했다. 덧붙여서, 만남은 더 넓은 공동체를 대표하는 사람들을 포함할 수도 있다. 
그것이 효과적일 수 있는 제안된 이유는 포함한다:
- 가해자들은 그들이 그들의 피해자에게 유발한 피해에 대해 알아야 하는데, 그들이 그들의 행동을 정당화하기 어렵게 하면서 말이다.
- 그것은 도덕성 발달을 논의하는 기회를 주는데 가해자들 그들의 인생에서 그런 기회를 거의 가지지 못 해 온 그들에게 말이다.
- 가해자들은 그들의 처벌을 적절하다고 볼 가능성이 더 높다.
- 사업이 가해자에게 수치를 주고 낙인을 찍는 것을 피하는 경향이 있다.

많은 회복적 정의 체계는, 특히 피해자-가해자 중재와 가족 집단 대화모임은, 참여자들이 비밀 서약에 서명할 것을 요구한다. 이 서약은 보통 규정하는데 대화 모임 논의는 비참여자에게 공개되지 않을 것이라고 말이다. 비밀 유지를 위한 이유는 그것이 공개적이고 진솔한 대화를 촉발한다는 것이다. 

### 피해자-가해자 대화
피해자–가해자 대화(브이오디)(또한 피해자–가해자 중재, 피해자-가해자 대화 모임, 피해자–가해자 화해, 혹은 회복적 정의 대화라고 불리는)는, 보통 만남인데, 피해자와 가해자 간에, 한 명 혹은 두 명의 훈련된 촉진자의 참여로 이루어지는 만남 말이다. 이 체계는 일반적으로 적은 참여자를 가지고, 많은 경우에 수감 중인 가해자에게 가능한 유일한 선택지이다. 피해자 가해자 대화는 캐나다에서 시작되었는데 1974 온타리오, 키치너 판결에서 대안적 법원 처벌의 하나로서인데 두 명의 기소된 기물 파손자들 그들의 많은 피해자를 직접 만났던 그들과 관련한 판결 말이다. 영국에서의 첫 피해자–가해자 중재 사업 중 하나는 1983년부터 1986년까지 요크셔남부보호관찰소에 의해 실행되었다.  

### 가족 집단 대화모임
가족 집단 대화모임(에프지시)은 브이오디보다 더 넓은 서클의 참여자들을 가지는데, 일차적 당사자들에 연결된 사람들, 즉 가족, 친구 그리고 전문가 같은 사람들을 참여시키면서 말이다. 에프지시는 청소년 사건들에 대해서 가장 흔하게 활용되는데, 청소년 가해자의 인생에서의 가족이라는 중요한 역할 때문에 말이다. 본보기가 발견될 수 있는데 1997년 청소년가해자 법으로, 오스트레일리아 뉴사우스웨일스에서, 1989년 ‘어린이, 청소년, 그리고 그들의 가족 법’으로 뉴질랜드에서 말이다. 뉴사우스웨일스 사업은 긍정적으로 평가되어왔는데 ‘범죄 통계 및 연구 뉴사우스웨일스 지부’에 의해 말이다. 
피지는 이런 형태의 중재를 사용하는데 아동 성폭력 사건을 다룰 때 말이다. 절차에 피해자의 가족을 참여시키는 것은 좋은 것으로 보일 수도 있지만, 이것에서 발생하는 여러 문제들이 있다. 예를 들어, 대다수의 가해자들은 이 사건들의 피해자들에게 알려진다. 피지의 문화에서, 가족이라는 개념은 전형적인 서구의 사고의 그것보다 더 넓게 확장한다. 그러므로, 이 사건들에 가족을 참여시키는 것은 복잡하게 될 수도 있는데, 왜냐하면 가족이 반드시 피해자의 편을 들지 않을 수도 있기 때문이거나 절차 그 자체가 가족 내에 분열을 일으킬 수도 있기 때문이다. 게다가, 전체의 과정은 피해자가 가해자를 용서하는 것에 많은 중점을 두는데, 가해자가 피해자를 치유하는 것과 반대로 말이다. 전체적으로, 현재의 과정은 가능성을 가지고 있는데 큰 상처를 유발할 그리고 피해자에게 이차 피해를 줄 가능성 말이다. 

### 회복적 대화모임
회복적 대화모임은 브이오디와 에프비시보다 더 넓은 서클의 참여자들을 참여시킨다. 
이런 공동체 기반의 모임을 위한 많은 다양한 이름들과 운영 절차들이 있다. 그것들은 또한 ‘회복적 서클’, ‘회복적 정의 대화모임’, ‘공동체 회복적 위원회’ 혹은 ‘공동체 책임 대화모임’으로 불린다. 특정한 사업들은 그들 자신의 이름을 가지고 있는데 캐나다의 '공동체 정의 위원회' 그리고 잉글랜드와 웨일즈의 '조언 자문단'과 같이 말이다. 회복적 서클은 브라질과 하와이에서 회복적 정의 대화모임에 대해 언급하는데, 비록 회복적 실천의 분야에서 더 넓은 의미를 가질 수 있지만 말이다.   
대화모임은 전형적으로 포함시키는데, 피해자, 가해자 그리고 특별하게 일정한 훈련을 받아온, 지역 공동체 구성원을 말이다. 가해자와 피해자의 가족과 친구들은 자주 초대된다. 알시는 명백하게 피해자 감수성을 가지고 있다. 공동체 구성원들은 논의하는데 가해자와 함께 문제행동의 원인과 영향을 말이다. 논의는 피해복구가 합의될 때까지 계속되는데; 그들은 또한 합의가 이행되었다고 볼 수도 있다.   
역사상 가장 큰 회복적 정의 대화모임은 1990 화해 활동의 과정에서 나타났는데 코소보에서 분파적 알바니아인들 간의 유혈 사태를 종식시킨 활동인데, 만에서 오만 명의 참여자들에 의해 치러졌다. 화해 활동은 안톤 체타에 의해 진행되었고 삼 년 이상의 기간(1990–1992년)에 걸쳐서 대략 코소보 전체 인구의 삼 분의 일이 기록되었는데 유혈 사태를 끝내기 위해서 회복적 정의 대화모임에 적극적으로 참여한 것으로 말이다.  

### 지지와 책임의 서클
지지와 책임의 서클(코사)은 시작되었는데 온타리오, 해밀턴의 메노나이트 교회인, “환영해요”의 사업으로서 말이다. 이런 접근법은 역량을 증명해왔는데 다른 측면에서 고위험의 성폭력 가해자들 그들의 공동체에의 그들의 안전한 통합을 촉발하는 역량 말이다. 캐나다는 어떤 형태의 조건부 석방에 대해서도 일부 성범죄자들을 너무 위험하다고 판결을 내리는데, 그들이 그들의 전체 징역형을 마칠 때까지 그들을 “가두면서” 말이다. 최종 선고는 자주 “위험한 가해자”로서의 낙인으로 이어진다.
1994년 전에, 많은 그런 가해자들은 석방되었는데 경찰 조사를 넘어서는 어떤 지원이나 관찰이든 없이 말이다. 1994년부터 2007년 사이에, 코사는 120명보다 훨씬 많은 그런 가해자들의 통합으로 도움을 주었다. 연구는 나타났는데 5-7명의 훈련받은 자원 서클 구성원들과 함께 ‘핵심 구성원’의 주위에 둘러 앉는 것은 거의 80퍼센트까지 재범률을 줄인다고 말이다. 게다가, 재범자 가해가 사업에의 참여가 없을 때보다 덜 침해적이고 덜 공격적이었다. 코사 사업은 이제 존재하는데 모든 캐나다의 지방과 모든 주요 도시 중심부에 말이다. 코사 사업은 또한 운영 중인데 많은 미국 주정부들(아이오와, 캘리포니아, 미네소타, 오리건, 오하이오, 콜로라도, 버몬트)에서 또한 많은 영국 지방들(콘월, 데본, 햄프셔, 템즈 밸리, 레스터셔, 그리고 맨체스터)에서 말이다.

### 판단 서클
'판단 서클'(때로 평화 만들기 서클이라고 불리는)은 모든 이해 당사자들을 참여시키는 전통적인 서클 절차와 구조를 사용한다. 절차는 보통 다음과 같이 이루어지는데: 가해자가 중재에 대해 신청하고, 치유 서클이 피해자를 위해 열리고, 치유 서클이 가해자를 위해 열리고, 판단 서클이 열리고 마지막으로, 확인하는 후속 서클이 진행된다.

## 다른 사회 운동들

### 촉발적 범죄론 그리고 촉발적 피해론
촉발적 범죄론 그리고 촉발적 피해론은 개념적 접근법인데, 이스라엘 범죄학자 나티 로넬과 그의 연구 모둠에 의해 발전된 접근법인데, 회복적 정의 이론과 실천과 많은 결을 같이 한다. 촉발적 범죄론과 피해론 모두는 중점을 두는데 사회적 포용에 그리고 개인, 집단, 사회 및 의식 수준의 주체들을 합일시키는 것과 통합시키는 것에 두는데 범죄에 대한 제한과 그리고 피해자화로부터의 치유와 관련해서 말이다. 전통적 접근법에서 범죄, 폭력 및 관련 행동에 대한 연구는 사람들의 삶에서의 부정적 측면을 강조하는데 일탈, 범죄성 그리고 피해자화와 관련된 측면 말이다. 일반적 이해는 인간 관계는 영향을 받는다는 것인데 파괴적 만남에 의해 더 많이 받는데 건설적이거나 촉발적 것에 의해서보다는 말이다. 촉발적 범죄론과 피해자론은 다른 접근법이 가능하다고 주장하는데, 촉발적 방향 지시자를 구성하는 세 가지 영역 – 사회 통합, 감정 치유 그리고 의식에 토대해서 말이다.

### 교도소 폐쇄
교도소 폐쇄는 감옥의 폐쇄에 대해서만이 아니라, 또한 범죄를 개념화하는 새로운 관점과 방법론에 대해서도 요구하는데, 정의에 의해 공유되는 목적이다. 회복적 정의의 폐쇄 옹호적 형태에서, 참여는 자발적이고 단체나 전문가의 요구에 한정되지 않고, 절차는 모든 관련된 참여자들을 포함하고 독립적 제 삼자에 의해 중재된다. 중점은 [피해자]의 욕구를 충족시키는 것에 그리고 공동체를 강화하는 것에 두어진다.

## 연구
회복적 정의에 대한 연구는 일반적으로 긍정적 결과를 나타낸다. 하지만, 회복적 정의 연구는 보통 자주 [are] self-selecting스스로 선택하고 있고, 긍정적 결과의 일반화를 만들어내고 있다. 
모든 연구 사업에 대한 2007년 상위 연구는 1986년과 2005년 사이에 영어로 발행된 회복적 정의 대화모임과 관련한 연구는 특히 피해자에 대해서, 긍정적 결과를 나타냈다:
- 업무에 복귀할, 정상적 일상 활동을 재개할, 그리고 수면을 취할 더 큰 가능성.
- 가해자가 언어적으로 혹은 폭력적으로 피해자를 괴롭히는 사건이 없었음.
- 가해자에 대한 감소된 두려움(특히 폭력 피해자에게); 다른 가해에 대한 줄어든 인지된 가능성; 증가된 안정감; 가해자를 향한 감소된 분노; 가해자와 가해자의 지지자에 대한 커진 공감; 다른 사람에 대한 커진 신뢰감; 커진 자신감; 작아진 불안.

다른 결과는 포함했다:
● ‘알제이’를 선택적으로 허용하고 금지하는 유일한 기본적 원리는 피해 감소이다.
● ‘알제이’에 대한 제한된 공적 인지도 그리고 오해.
● 피해자의 긍정적 시각에 대한 정보가 더해진, 커진 수용성이 참여하려는 피해자 의지의 크기를 증가시킬 가능성이 있다. 
하지만, 피해자 경험에 중점을 둔 그 분야에 대한 2002년 상위 평가에서, 피해자가 회복적 정의에 더 만족한다는 아무런 증거도 없다는 결론이 내려졌는데 전통적 사법과 비교할 때 말이다. 회복적 정의의 원리는 피해자를 절차의 중심으로 만들지만 실제로는, 회복적 정의 사업은 자주 가해자 중심이 된다고, 연구는 밝혀냈는데, 피해자의 욕구와 감정을 축소하면서 말이다. 2002년 연구는 나타냈는데 대다수의 피해자들이 회복적 정의에의 긍정적 경험을 표현했지만, 그들의 만족 수준은 가해자들보다 낮았다고 말이다. 일부 피해자들은 말하는데 가해자의 사과를 받아들이는 것은 거짓이고 그리고/혹은 그들의 경험과 감정은 근거가 없다고 말이다. 다른 연구에서, 소수의 피해자들은 부담스럽다고 말해왔는데 가해자를 용서하는 것이, 그들의 감정의 강도를 거짓으로 낮추는 것이, 회복적 정의 절차를 통해 빠르게 진행되는 것이 말이다. 
2011년 7월에, '국제 이행기 정의 센터'가 보고서를 발표했는데 "다른 케냐인들이 하는대로 사는 것: 인권 침해를 당한 케냐인 피해자의 요구에 대한 연구"라는 제목이었다. 이 발표자료는 개인과 집단 인터뷰에 토대하는데 케냐의 2007년 선거 후 폭력에 의한 인권침해 피해자들에 대한 것이다. 그것은 피해자 중심의 접근의 중요성을 강조하는데 이해 가능한 치유 사업에 대한 실행의 가장 효과적인 방식을 결정하는 접근 말이다. 그 발표의 주요 발견은 피해자가 체감할 수 있는 기본적 도움을 요구한다는 것인데 음식과 안식처 같이, 폭력의 결과로 잃어버린 도움 말이다. 그것은 또한 상징적 치유에 대한 욕구를 확인하는데,
공식 사과 같은  것이다. 치유의 전달은 한편으로 일상이 폭력 발생 전이었던 상태로의 회복을 이룰 것이고, 또한 제도적 변화를 통한 사회의 진보를 나타낼 것이다.  
코레폴 사업(독일, 오스트리아 그리고 헝가리의 소수 민족의 갈등 해결, 중재 그리고 회복적 정의 그리고 치안)은 회복적 정의 사업의 효과를 연구하고 있어왔는데 독일, 오스트리아 그리고 헝가리에서 말이다. 그것의 목적은 회복적 정의가 더 나은 관계로 이어질 수 있다는 것을 확실히 하는 것인데 경찰과 소수 집단 사이에 말이다. 그것의 첫 단계는 보는 것인데 국가들 안에서 알제이 사업의 수준과 역할을 말이다.두번째 단계는 사회 안의 특정한 소수 집단의 지위를 보는 것인데,  독일 안의 터키인, 헝가리 안의 로마인 그리고 오스트리아 안의 아프리카인에 중점을 두는 연구로 말이다. 소수 집단을 위한 알제이 사업에의 경찰의 참여는 연구될 것이다. 마지막으로, 제안된 연구는 언제 알제이가 사용될 수 있는지의 사례를 제공할 것인데 경찰과 소수 집단 간의 소통과 대화를 촉발시키기 위해서 말이다. 연구는 대륙법 체계를 사용하는 나라들에 대해 다루는데, 영어를 사용하는 나라들의 보통법 체계와 반대로 말이다. 코레폴은 독일 경찰 대학에 의해 운영되고 유럽평의회의 일곱번째 프레임웍 사업(에프피세븐)을 통해 예산을 받는다. 

### 재범
재범율의 감소는 또한 알제이의 목적인데, 가해자의 복귀에 부차적으로 말이다. 지지자들은 주장하는데 그것이 다시 가해를 하는 것을 막을 수 있고 다른 잠재적 범죄를 막을 수 있다고 말이다. 반대자들은 알제이가 범죄율에 유의미하게 영향을 주지 않는다고 반박한다.  
일부 예전의 연구들이 뒤섞인 결과를 보였지만, 2013년이 되자, 재범율을 비교했던 연구들이 더 명확해졌고 회복적 정의에 대해 신뢰하게 되었다. 일부 연구들은 다소의, 상대적 감소를 주장하지만, 더 최근의 연구는 재범률에서 중요하고 의미있는 감소를 보고 있다.  
본타 등의 학자들에 의한 1998년 상위 분석은 밝혀냈는데 회복적 정의 사업이 재범율을 다소 감소시켰다고 말이다. 라티머, 도우덴 그리고 무이스는 더 정확한 정의definition[]를 제공하는 상위 분석을 수행했는데 [그리고and] 알제이의 효과에 대한 두번째 상위 분석을 수행했다.
이 연구는 중요한데 왜냐하면 그것이 서류함 문제 현상을 해결하기 때문이다. 또한 분석하는 일부 연구는 무작위 대조 실험(연구 방법에서의 최적표준)을 수행했는데, 비록 이것이 포함된 연구들의 대부분을 대표하지 않지만 말이다. 이 상위 분석은 알제이의 효과에 대한 실용적 지지를 보장하는데 재범율을 낮추는 그리고 규정 준수의 그리고 만족의 정도를 늘리는 효과 말이다. 하지만, 저자들은 자기 선택 왜곡이 심하다고 경고하는데 회복적 정의에 대한 대부분의 연구에 걸쳐서 말이다. 그들은 아무런 증거도 찾지 못한 한 연구의 저자들을 참조하는데 회복적 정의가 자기 선택 효과를 넘어서서 재범에 대한 조절 효과를 가진다는 증거 말이다. 
알제이의 효과에 대한 세번째 상위 분석은 2006년에 브래드쇼, 로즈버러, 그리고 움브라이트에 의해서 수행되었다. 이 상위 분석의 결과는 실제적 지지가 되는데 청소년 재범율을 감소시키는데 알제이의 효과에 대한 지지 말이다. 그 이후로, (2006년)에 바푸어 그리고 (2007년) 로드리게스에 의한 연구는 또한 결론을 내렸는데 전통적 정의 체계와 비교해서 알제이가 재범율을 감소시킨다고 말이다. 버그세스(2007년) 그리고 부파드(2012년)는 이 결과를 지지했고 전통적 사법 체계에 비해서 알제이의 다소 장기간의 효과가 있을 수도 있다고 또한 결과를 내렸고; 또한 알제이가 심각한 범죄에 더 효과적이고, 알제이 참가자들은 그들이 재범을 한다면 중범죄를 저지를 가능성이 낮고 그들은 재범하지 않고 더 오래 지낸다. 모든 이 연구들은 나타냈는데 인종과 상관없이 알제이가 똑같이 효과적이라고 말이다.  
2007년에, 로렌스 더블유 셔먼과 헤더 스트랭은 이전 연구에 대한 비평을 내놓았고
알제이가 어떤 경우에도 잔통적 사법 체계보다 더 나쁘지 않다고 그들은 결론지었다. 그것은 최소한 모든 경우에 전통적 사법 체계만큼 똑같이 효과적이다. 대부분의 사건에서 (특히 더 심각한 범죄와 성인 가해자의 경우에) 그것은 재범률을 낮추는데 전통적 사법 체계보다 유의미하게 더 효과적이다. 그것은 또한 감소시켰는데 범죄 피해자들의 외상 후 스트레스 증후군을 그리고 관련된 비용을 그리고 그들의 가해자들에 대한 폭력적 복수에 대한 욕구를 말이다. 그것은 피해자들과 가해자들 모두에게 그 대체적 방식보다 정의의 측면에서 더 많은 만족을 주었고, 전체적으로 비용을 줄였다.  
유소년 가해자의 재범에 대한 유소년 정의 대화모임의 효과에 대한 ‘코크란 공동작업’에 의한 최근의 상위 분석(2013년)은 보통의 사법 절차에 비해서 회복적 정의 대화모임에 대한 어떤 유의미한 효과도 없다고 나왔는데 재검거되는 인원수, 혹은 월간 재범률에 있어서 말이다. 그들은 또한 양질의 증거 부족을 지적했는데 유소년 가해자에 대한 회복적 정의 대화모임의 효과와 관련해서 말이다. 

## 비판

### 이론적인 것
앨리슨 모리스에 따르면, 다음의 것이 회복적 정의에 대한 가장 일반적인 비판이다: 
...회복적 정의는 법적 권리를 침해한다; 회복적 정의는 망 확대로 귀결된다; 회복적 정의는 범죄(특히 여성에 대한 남성의 폭력)를 경시한다; 회복적 정의는 피해자와 가해자를 ‘회복’시키는데 실패한다; 회복적 정의는 진정한 변화에 영향을 주는데 그리고 재범을 막는데 실패한다; 회복적 정의는 차별적 결과로 귀결한다; 회복적 정의는 경찰 권력을 확장시킨다; 회복적 정의는 권력 불균형을 손대지 않고 내버려둔다; 회복적 정의는 자경주의로 이어진다; 회복적 정의는 타당성을 결여한다; 그리고 회복적 정의는 “정의”를 세우는데 실패한다. 
회복적 정의에 대한 다른 비판자는 말하는데 전문가들이 자주 회복적 정의 대화모임을 논외로 한다고 말이다. 알버트 더블유 주르와 수잔 엠 올슨은 주장하는데 이 영역의 사법은 전문가 없이 성공할 수 없다고 말이다. 그들은 비공식적 사법이 유발하는 문제를 피하는데 전문가가 도움을 줄 수 있다고 주장하고 민주적 전문가주의라는 이론을 제안하는데, 거기서 전문가는 그저 그 상황의 요소–전통적 이론이 제시하려 하듯이–가 아니라 여전히 개인의 권리를 보호하면서 공동체 참여를 촉발하는, 중재자로서 존재한다.
덧붙여서, 그레고리 섕크와 폴 타카기 같은 일부 비평가들은 회복적 정의를 불완전한 방식으로 보는데 그것은 근본적인, 구조적인 불공평함을 개선하는데 실패한다는 이유에서인데 특정 사람들을 다른 사람들로 만들기보다는 가해자들로 만들 가능성이 높은 불공평함 말이다.
그들과 다른 사람들은 사회의 구조에 그리고 그것들의 가장 중심에 있는 제도적 체계의 공평성에 의문을 제기하는데, 많은 일대일 가해의 근본 원인을 해결하는 것을 위해서 또한 일반적으로 조화로운, 건강한 생활에 더 기여할 사회-경제적 체계를 만드는 것을 위해서 밀어붙이면서 말이다. 
결국, 일부 연구자들은 더 많은 연구가 수행되어야 한다고 동의하는데 학교에서의 회복적 정의의 타당도, 특히 그것이 실행되는 방식에서 그것을 뒷받침하기 위해서 말이다. 더 정확하게, 연속성이 없고, 불충분하거나, 예산이 부족한 회복적 정의 실천은 성공에 있어서 가장 나쁜 평판을 가지는 경향이 있다. 많은 연구가 회복적 정의의 긍정적 결과를 지지하지만, 지속적인 연구가 여전히 필요하다.  

실천에서의 한계와 문제
일부 사법 체계는 오직 금전적 보상 합의만 인정한다. 예를 들어, 만약에 가해자가 100달러를 지급하는 것에 그리고 피해자의 잔디를 다섯 번 깎는 것에 피해자와 가해자가 합의한다면, 법원은 보상으로 100달러만 인정할 것이다. 일부 합의는 더 많은 액수(예를 들어, 200달러)가 지급되도록 특정하는데 만약에 비금전적 보상이 이루어지지 않는다면 말이다.  
많은 판례들은 청소년 가해자가 보상되도록 요구될 수 있는 금액을 제한한다. 노동법은 특히 개인의 봉사 활동을 제한하는데 미성년자에 의해 수행될 수 있는 활동 말이다. 덧붙여서, 개인 봉사는 보통 청소년의 부모에 의해 승인되어야 한다.  
피해자가해자중재연대에 따르면, 피해자들은 보상(징벌적 손해배상의 대체물)으로 이익을 보도록 허용되지 않고; 오직 금전적 손해(실제 피해)만 보상될 수 있다. 법원은 비합리적인 보상 약속을 불허할 수 있다.  
피해자와 가해자 모두는 참여하는데 주저할 수 있는데 나중에 형사 사법 절차의 피해자-가해자 대화에 말이다. 일단 가해자가 재판을 받는 것을 시작하면, 그들은 재판이 피해자와 대화하는 것보다는 그들이 그들의 행동에 대한 책임을 지는 방식이라고 믿을 수도 있다. 피해자에게는, 가해자에 대한 재판과 판결이 대화의 가능성을 없앨 수도 있다. 가해자와 피해자 모두에 대해서는, 피해자–가해자 대화는 양측 간의 신뢰의 크기에 좌우된다.  

## 매체에서
켈리 엠 리차즈에 의한 연구는 일반 대중들은 정의의 대체적 형태라는 개념에 접할 것이라고 보여주었는데 그 개념이 그들에게 명확하게 설명된 다음에만 그러하지만 말이다. 비키 드 메스매커에 의해 수행된 다른 연구에 따르면, 회복적 정의가 대중적으로 인정받기 위해서는, 매체와 범죄학자 간에 효과적인 홍보 협조가 있어야 한다. 
도구로서 용서를 하는 것은 르완다 학살의 피해자와 가해자, 이스라엘–팔레스타인의 폭력, 그리고 북아일랜드 분쟁에서 실행되어왔고, 영화, '잘잘못을 넘어서: 정의와 용서의 이야기'(2012)에 또한 기록되었다. 회복적 정의의 부족적 형태는 벤 마이캘슨이 쓴 책 '영혼 곰을 만지기'에서 묘사된다.
같은 이름의 소설에 토대한 2004년 영국 드라마 영화 '붉은 먼지'는 회복적 정의의 응용 방법론에 대한 전형적인 가상의 이야기를 하는데 진실과화해위원회(남아프리카)에 의해 사용되는 방법론 말이다. 
2017년 캐나다 다큐멘터리 '더 좋은 남자'는 만남을 소재로 삼았는데 가정 폭력에서 회복 중인 여성 그리고 헤어진 짝궁의 만남 말이다. 
엔피알 팟캐스트 '마음 바꾸기'의 두번째 이야기 5회는 회복적 생활 교육 실천을 사용하는 두 학교를 비교하는데, 변화를 이미 이룬 곳 그리고 이 실천을 막 사용하기 시작하고 있는 곳 말이다. 평화연대는 회복적 정의에 대한 두 차례의 주간 논의 공개토론회를 여는데 ‘인기있는 회복적 정의’라고 불린다. 회복적 정의 운동에 대한 공개 토론이, 또한 2019년 1월 27일 이후의 지난 토론의 자료가 있다. 

2020년 7월에 비비시 4 라디오는 연속물 ‘주먹다짐’은 제이콥 던의 이야기를 소재로 삼았는데 음주 난동에서 주먹을 한 번 휘두른, 18살인, 사람인데 영국, 노팅엄의 술집 밖에서 말이다. 그의 피해자, 제임스 호지킨슨은, 9일 후에 병원에서 사망했고 던은 살인으로 기소되었다. 피해자의 부모와 직접 만나는 것은 양측에게 중대한 영향을 주었고, 그로 인한 관계는 예상치 못한 방식으로 던의 인생을 바꾸었다.

## 같이 보기
- 집단 따돌림
- 호오포노포노